# Cascades Barbeville
Les cascades Barberville són unes cascades i una reserva natural ubicades a Poestenkill, Nova York (Estats Units d'Amèrica). Les caigudes d'aigua pertanyen al Poesten Kill, que és un gran rierol que flueix pel comtat de Rensselaer.

## Característiques
Per sobre les cascades Barberville, el Poesten Kill flueix aproximadament per 90 km² de l'altiplà de Rensselaer, en una àrea entre Dyken Pond (al nord) i Taborton (al sud). Aquesta conca de drenatge genera un flux substancial d'aigua durant tot l'any, tot i que el flux és més espectacular es produeix a la primavera, quan la neu de l'hivern es fon. Quan arriba al riu Hudson a Troy, aquest mateix flux d'aigua proporcionava energia hidràulica durant gran part del desenvolupament industrial primerenc de la ciutat.
A sota de les caigudes, el torrent flueix a través d'una gorja de 30 m de profunditat i de 150 a 300 m d'ample. Les cascades tenen uns 28 m d'alçada i 16 m d'ample. El tipus de roca principal a les cascades és Rensselear Greywacke; per sobre de les caigudes hi ha grans llits de pissarra i pedra calcària.

## Rutes
La reserva natural té tres senders principals: The Creek Trail (la ruta del rierol), The Falls Trail (la ruta de les cascades), i The Ridge Trail (La ruta de la cresta).
- The Creek Trail es troba al nord-oest de la zona d'estacionament de la carretera de Plank (Plank Road). És una pista llisa i sense marcar, excepte els senyals al final. Baixa un pendent fins a la vora del Poestenkill i continua a una curta distància, tant aigües amunt com aigües avall. L'anada i tornada és d'aproximadament d' 1,5 km

- The Falls Trail es troba a 5 km al sud de la zona d'estacionament de la carretera d'Ives Corners (Ives Corners Road); alguns mapes ho mostren com a fàbrica de Blue Factory Road). El camí de la pista està ben senyalitzat i és relativament pla cap a la part alta de les cascades. Es pot veure en el camí restes de pedres d'un projecte de molí que mai es va acabar. El camí descendeix abruptament des d'aquí fins a la base de les cascades. L'anada i tornada és aproximadament de 800 m.

- The Ridge Trail es troba a 160 m de la carretera d'Ives Corner Road i pot ser difícil de localitzar. Es troba enfront del quart pal telefònic de la The Falls Trail, on es pot veure el senyal de la pista. La ruta generalment està ben definida i està marcada amb rombes de color taronja o amb una cinta taronja en alguns punts. El camí comença a ser rocós, ja que s'endinsa en una roca aplanada, però ràpidament es converteix en un camí antic que probablement era usat per la granja veïna. Just abans d'aquesta cruïlla hi ha un encreuament que no està ben marcat el camí a seguir. A aproximadament a 1,2 km el camí fa una esquerda aguda en un camí menys ample però encara ben definit pel bosc. Un ha de travessar quatre afluents del Poestenkill, però són estrets i es pot trobar parts seques per on creuar-los. El camí arriba al Poestenkill i després puja una cresta al costat del torrent. Mentre es poden veure vistes de les cascades des del camí, els blocs de pedra dificulten la visibilitat. L'anada i tornada és aproximadament de 2 km.